# Exodus (Album)
Exodus ist das neunte Studioalbum des jamaikanischen Reggaemusiker Bob Marley und seiner Begleitband The Wailers, das im Juni 1977 erschien.

## Entstehung und Veröffentlichung
Die Erstveröffentlichung von Exodus erfolgte am 3. Juni 1977 bei Island Records. Das Album erschien in seiner Originalausführung als LP (Katalognummer: ILPS 9498) und MC (Katalognummer: 56 804 GT) mit zehn Titeln. Im Oktober 2001 erschien das Album erstmals remastert als CD-Ausführung in einer Deluxeversion mit fünf Bonustiteln sowie einem Bonusalbum mit Liveaufnahmen aus dem Londoner Rainbow Theatre von 1977 sowie Aufnahmen mit einer gemeinsamen Session mit Lee Perry, ebenfalls aus dem Jahr 1977 (Katalognummer: 586 408-2). Im Folgemonat erschien die sogenannte „The-Definitive-Remasters“-Edition, welches das Originalalbum, mit den zwei Bonusliedern Jamming (Long Version) und Punky Reggae Party (Long Version), beinhaltet (Katalognummer: Tuff Gong/Island 548 898-2).
Alle Lieder des Albums wurden von Marley selbst getextet, komponiert und produziert. Beim Schreibprozess erhielt er lediglich bei One Love / People Get Ready Unterstützung durch Curtis Mayfield und Neville Livingstone sowie bei Punky Reggae Party von Lee Perry. Die Produktion aller Lieder tätigte Marley gemeinsam mit der Band, mit Ausnahme von Punky Reggae Party. Bei The Heathen tritt zusätzlich Bill Laswell als Produzent in Erscheinung, bei Three Little Birds Chris Blackwell. Die Lieder wurden im Januar und Februar 1977 in London aufgenommen. Exodus entstand im Londoner Exil, weil sich Marley dort von dem Mordanschlag vom Dezember 1976 sowie der angespannten politischen Situation in seiner Heimat erholte.

## Hintergrund
Unmittelbar nach der Ankunft der Band in England im Januar 1977 begannen die Aufnahme-Sessions. Eine ehemalige Wäscherei in Chiswick und eine umgewidmete Kirche in Notting Hill dienten als Aufnahmestudios. Nach Angaben von Chris Blackwell, Gründer von Island und Marleys Entdecker, wurden die Songs für Exodus und das Nachfolgealbum Kaya im selben Zeitraum aufgenommen. Die Auswahl der Songs sowie deren Reihenfolge auf beiden Platten überließ Marley seinem Koproduzenten Blackwell.

„Unsere Arbeitsteilung bestand darin, dass er die Tracks aufnahm und ich sie mischte. Ebenso wählte ich eine Titelfolge für das Album. Die Songs, die zu Exodus und seinem Nachfolger Kaya wurden, waren zur selben Zeit aufgenommen worden. Bob übergab sie mir, und ich teilte sie auf zwei Alben auf. Wir haben kaum über Abmischung oder Abfolge der Songs gesprochen. Unsere Beziehung basierte nicht darauf, viel Zeit miteinander zu verbringen oder alles lang und breit zu diskutieren.“

Das Entstehungsjahr 1977 bedeutete auch den Durchbruch von Punk und New Wave in England. Bei den Punks der ersten Generation war Reggae sehr beliebt, da er als ursprünglich und unverfälscht galt. Bob Marley und der jamaikanische Dub-Musiker Lee Perry griffen den Trend auf und produzierten im Juli 1977 in London den griffigen Titel Punky Reggae Party. Da die meisten Wailers schon wieder auf Jamaika weilten, wurde dieser Titel mit den Gruppen Third World und Aswad eingespielt. Im Text nimmt Marley Bezug auf die neue Musikrichtung (New wave, new craze) und nennt einige potenzielle Gäste seiner Punky Reggae Party: „The Wailers will be there, The Damned, The Jam, The Clash, Maytals will be there, Dr. Feelgood too“.

## Titelliste
Alle Titel geschrieben von Bob Marley, außer wo angegeben.
1. Natural Mystic – 3:27
2. So Much Things to Say – 3:08
3. Guiltiness – 3:19
4. The Heathen – 2:36
5. Exodus – 7:40
6. Jamming – 3:31
7. Waiting in Vain – 4:16
8. Turn Your Lights Down Low – 3:39
9. Three Little Birds – 3:00
10. One Love / People Get Ready (Bob Marley, Curtis Mayfield) – 2:04

Bonustitel (The Definitive Remasters Edition)
1. Jamming (Long Version) – 5:52
2. Punky Reggae Party (Long Version) (Bob Marley, Lee Perry) – 6:50

## Rezeption
Das TIME-Magazin kürte Exodus 1998 zum besten Musikalbum des 20. Jahrhunderts. Der Fernsehsender VH1 listete es auf Platz 26 der besten Alben aller Zeiten.

## Kommerzieller Erfolg

### Chartplatzierungen
| ChartsChartplatzierungen       | Höchstplatzierung | Wochen/ Monate |
| ------------------------------ | ----------------- | -------------- |
| Deutschland (GfK)              | 58 (2 Wo.)        | 2 Wo.          |
| Österreich (Ö3)                | 21 (1 Mt.)        | 1 Mt.          |
| Schweiz (IFPI)                 | 40 (12 Wo.)       | 12 Wo.         |
| Vereinigte Staaten (Billboard) | 20 (24 Wo.)       | 24 Wo.         |
| Vereinigtes Königreich (OCC)   | 8 (65 Wo.)        | 65 Wo.         |

### Auszeichnungen für Musikverkäufe
| Land/Region                  | Auszeichnungen für Musikverkäufe (Land/Region, Auszeichnung, Verkäufe) | Verkäufe  |
| ---------------------------- | ---------------------------------------------------------------------- | --------- |
| Deutschland (BVMI)           | Gold                                                                   | 250.000   |
| Frankreich (SNEP)            | Platin                                                                 | 400.000   |
| Italien (FIMI)               | Gold                                                                   | 25.000    |
| Kanada (MC)                  | Gold                                                                   | 50.000    |
| Neuseeland (RMNZ)            | 2× Platin                                                              | 60.000    |
| Vereinigte Staaten (RIAA)    | Gold                                                                   | 500.000   |
| Vereinigtes Königreich (BPI) | Platin                                                                 | 300.000   |
| Insgesamt                    | 4× Gold · 4× Platin ·                                                  | 1.585.000 |

Hauptartikel: Bob Marley/Auszeichnungen für Musikverkäufe